# Herbert Mohr

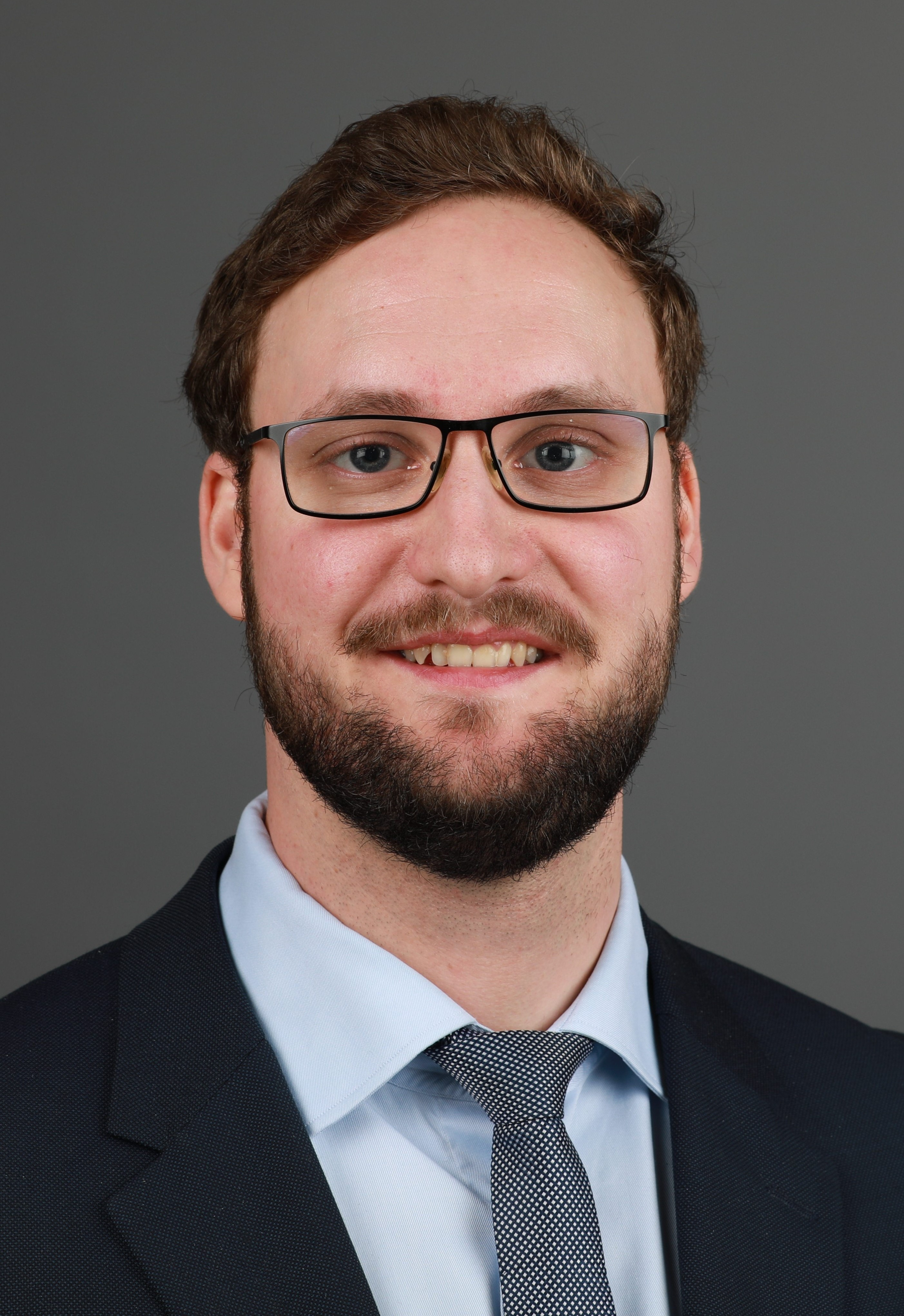
Herbert Mohr (2017)

Herbert Mohr (* 1988 in Berlin) ist ein deutscher Physiotherapeut und Politiker (AfD). Mohr war in der 18. Wahlperiode von 2016 bis 2021 Mitglied des Berliner Abgeordnetenhauses. Seit 2021 ist er Mitglied der Bezirksverordnetenversammlung  von Pankow.

## Leben
Mohr wuchs in Berlin-Pankow auf. Er studierte Physiotherapie an der Berliner Alice-Salomon-Hochschule. Bis zu seiner Wahl arbeitete er als Physiotherapeut am Evangelischen Krankenhaus Ludwigsfelde-Teltow.
Mohr trat 2013 der Alternative für Deutschland bei und gilt als Gründungsmitglied des Pankower Bezirksverbandes. 2020 wurde er gemeinsam mit Christian Buchholz zum Bezirkssprecher der Pankower AfD gewählt. Beide wurden 2022 im Amt bestätigt. Außerdem war er Beisitzer im Landesverband der AfD-Jugendorganisation Junge Alternative.
Mohr kandidierte 2016 für die Berliner Wahl zum Abgeordnetenhaus und für die Bezirksvollverordnetenversammlung (BVV) Pankow für die AfD. Der Berliner Landesverband wählte Mohr auf Platz 18 der Landesliste, im Bezirk hatte er den zweiten Kandidatenplatz nach Christian Buchholz inne. Die AfD errang 2016 gut 14 Prozent der Wahlstimmen bei der Abgeordnetenhauswahl; Mohr wurde damit Mitglied der AfD-Fraktion im Berliner Abgeordnetenhaus.
Bei den Wahlen 2021 wurde Mohr in die BVV von Pankow gewählt. Seitdem ist er stellvertretender Fraktionsvorsitzender der AfD-Fraktion in der BVV von Pankow.